# Juan Manuel Peña
Pour les articles homonymes, voir Peña (homonymie).
Juan Manuel Peña Montaño, né le 17 janvier 1973 à Santa Cruz de la Sierra, Bolivie, est un ancien footballeur bolivien.

## Statistiques

### En sélection nationale
| Saison                | Sélection             | Phases finales                                    | Phases finales | Phases finales | Éliminatoires CDM | Éliminatoires CDM | Matchs amicaux | Matchs amicaux | Total | Total |
| Saison                | Sélection             | Compétition                                       | M              | B              | M                 | B                 | M              | B              | M     | B     |
| --------------------- | --------------------- | ------------------------------------------------- | -------------- | -------------- | ----------------- | ----------------- | -------------- | -------------- | ----- | ----- |
| 1990-1991             | Bolivie               | Copa América 1991                                 | -              | -              | -                 | -                 | 1              | 0              | 1     | 0     |
| 1992-1993             | Bolivie               | Copa América 1993                                 | 3              | 0              | -                 | -                 | 10             | 0              | 13    | 0     |
| 1993-1994             | Bolivie               | Coupe du monde 1994                               | 1              | 0              | 2                 | 0                 | 5              | 1              | 8     | 1     |
| 1994-1995             | Bolivie               | Copa América 1995                                 | 4              | 0              | -                 | -                 | 2              | 0              | 6     | 0     |
| 1995-1996             | Bolivie               | -                                                 | -              | -              | 2                 | 0                 | 4              | 0              | 6     | 0     |
| 1996-1997             | Bolivie               | Copa América 1997                                 | 5              | 0              | 8                 | 0                 | -              | -              | 13    | 0     |
| 1997-1998             | Bolivie               | -                                                 | -              | -              | 2                 | 0                 | -              | -              | 2     | 0     |
| 1998-1999             | Bolivie               | Copa América 1999 + Coupe des confédérations 1999 | 3+1            | 0              | -                 | -                 | 3              | 0              | 7     | 0     |
| 1999-2000             | Bolivie               | -                                                 | -              | -              | 6                 | 0                 | -              | -              | 6     | 0     |
| 2000-2001             | Bolivie               | Copa América 2001                                 | -              | -              | 4                 | 0                 | -              | -              | 4     | 0     |
| 2001-2002             | Bolivie               | -                                                 | -              | -              | 2                 | 0                 | -              | -              | 2     | 0     |
| 2002-2003             | Bolivie               | -                                                 | -              | -              | -                 | -                 | 1              | 0              | 1     | 0     |
| 2003-2004             | Bolivie               | Copa América 2004                                 | -              | -              | 4                 | 0                 | 1              | 1              | 5     | 1     |
| 2004-2005             | Bolivie               | -                                                 | -              | -              | 2                 | 0                 | -              | -              | 2     | 0     |
| 2006-2007             | Bolivie               | Copa América 2007                                 | 3              | 0              | -                 | -                 | 2              | 0              | 5     | 0     |
| 2007-2008             | Bolivie               | -                                                 | -              | -              | -                 | -                 | 1              | 0              | 1     | 0     |
| 2008-2009             | Bolivie               | -                                                 | -              | -              | 3                 | 0                 | 1              | 0              | 4     | 0     |
| Total sur la carrière | Total sur la carrière | Total sur la carrière                             | 20             | 0              | 35                | 0                 | 31             | 1              | 86    | 1     |

## Palmarès
- Villarreal CF
  - Coupe Intertoto : 2004